# 떡검
떡검(-檢)은 '떡값을 받아 먹은 검찰' 또는 '떡값 거래하는 검찰'이라는 뜻의, 검찰(檢察)을 조소하는 표현이다. 새로 개업, 이사를 하거나 명절이 되면 주위에 떡을 돌리는 미풍양속이 있는데, 검사(檢事)로 대표되는 검찰 구성원이 기업체, 유관 기관, 민원인 등에게 소위 '떡값' 명목으로 재정적인 지원, 곧 뇌물을 받고, 그 결과 검찰이 담당한 사건 수사, 기소, 처리 등에 있어 편의를 봐주거나 부당한 영향력을 행사하는 경우가 있기 때문에 이러한 별칭이 붙었다. 검찰이 정치적 독립과 부정부패로부터 자유롭지 못하기 때문에 나타나는 사회적 현상이다.

## 사용 사례
"더 이상 훼손될 것도 없기 때문인지 ‘떡검’의 명예를 ‘떡검’ 수준에서 지키기 위해서다." — "성찰 없는 권력의 가학성" 홍세화 칼럼에서

- 2008년 1월 10일에 삼성그룹의 불법 행위 수사를 위해 도입된 특별검사의 수사 과정에서 특히 유행한 표현이다.[1]

"대한민국에서 '검찰'하면 떠오르는 것은? "뭐긴 뭐여? 떡검, 떡새,무전유죄 유전무죄, 저주받은 가래떡검이쟤!"라는 답안이 대부분일듯" — [명박퇴진]개한민국의 떡검과 행패들 - 레몬의 블로그에서

- 2008년에 있었던 PD수첩, 촛불집회, 조중동 광고 중단 운동 관련 수사 과정에서도 많이 쓰였다.[2]

"돈은 누가 더 받았는데 힘없어지면 수사하고 힘있는 자에게는 굽신거리는...떡검" — '노무현 죽음'은 떡검과 조중동 청와대 합작품 - peter153의 세상보기에서

- 2009년 5월 23일에 서거한 노무현 전 대통령과 관련한 수사 과정에서도 유행한 표현이다.[3]

## 유사 표현
- 떡찰은 떡값을 받은 검찰 또는 떡값을 받은 경찰을 의미한다.
- 삼성장학생은 삼성으로부터 떡값을 받는 등 삼성의 직간접적 로비 및 영향력 아래에 있는 사람을 의미한다. 중앙 및 지방정부의 고위 공직자, 검찰청 검사, 공정거래위원회와 금융감독위원회, 국세청 등의 구성원, 언론 및 학계 저명인사 등이 그 대상으로 알려져 있다.
- 견찰(犬察)은 권력의 개가 되어 집권층이 시키는 대로 국민을 탄압하는 검찰 또는 경찰이라는 의미로 사용된다.
- 검마(檢魔) 또는 검귀(檢鬼)는 검찰의 감투를 뒤집어쓴 악마라는 뜻으로 수구·보수 기득권세력과 그의 가족·측근의 각종 권력형 비리나 부정부패 범죄에 대해서는 연고주의(소속 정당, 서울대 법대 동문의식, 사법연수원 동기의식 등)를 앞세워 영장 기각이나 공소권 없음, 무혐의 처분 등으로 관대히 봐주면서 일부 유력 민주·진보·개혁 인사에 대해 억지로 죄나 혐의를 조작·날조하고 제기하여 마구잡이 압수수색이나 강압적 소환과 조사, 편파적 표적수사 등 검찰권한을 폭압적으로 남용하는 악마를 의미한다.
- 섹검(色檢)은 섹스 검찰(성접대를 받는 검찰)을 의미한다.[출처 필요] 즉, 검찰권력을 남용해 사건 관계자(이해관계 당사자)나 친교 내지 사교 명목으로 교제하는 기업인·정치인·언론인·교육인 등 또는 향후 형사사건 발생 시 간접적인 영향력을 행사해 줄 것으로 기대하는 제3자 등의 타인으로부터 (형법상 뇌물사건에서는 구체적인 현안과 대가성이 입증되어야 하는데, 우리 사회의 윤리적인 시각에서 볼 때 향후 형사사건 발생 시 간접적인 검찰 영향력 행사를 해줄 것으로 기대하고 미리 금품, 성접대 등의 향응을 검사(수사관 등)에게 제공하여 검찰 관계자와의 인간 관계를 가깝게 해놓는 경우가 많다) 성상납, 룸살롱·성접대, 술집 접대 등의 향응을 제공받는 검찰을 의미한다. 2016년 스폰서 부장검사 사건에서 보듯이 룸살롱에 출입하다 내연관계로 발전한 접대부 여성에게 자신의 중·고교 친구로 하여금 오피스텔 주거비용을 마련하게 끔 하는 경우도 볼 수 있다. 2013년 김학의 전 법무차관의 별장 성접대 의혹사건에서 볼 수 있듯이 건설업자 윤중천 씨가 검찰권력을 가진 김학의에게 성접대를 했다는 의혹이 제기된 것이다. 성접대 모습을 불법으로 촬영한 동영상이 유출되어 사회적으로 큰 물의를 일으켰고 법무부 차관 후보자였던 김학의는 의혹을 부인하고 사퇴하였다.
- 법마굴(法魔窟) 또는 법귀굴(法鬼窟)은 검사, 판사, 대법관 등 법의 감투를 뒤집어 쓰고 부패한 사법기술로 무장하여 부패한 권력에 충실한 사법악마(司法惡魔)들의 소굴이라는 뜻으로 각급 법원, 검찰청, 재판소 등의 사법기관을 비하/조소하는 표현이다.

## 인용과 주석
1. 1 2  홍세화 기획위원 (2009년 5월 24일). “[홍세화칼럼] 성찰 없는 권력의 가학성”. 한겨레. 2009년 6월 5일에 확인함.
2. 1 2  레몬 블로거 (2009년 4월 22일). “[명박퇴진]개한민국의 떡검과 행패들”. 오마이뉴스. 2009년 6월 5일에 확인함.[깨진 링크(과거 내용 찾기)]
3. 1 2  peter153 블로거 (2009년 5월 23일). “'노무현 죽음'은 떡검과 조중동 청와대 합작품”. 다음넷. 2016년 3월 6일에 원본 문서에서 보존된 문서. 2009년 6월 5일에 확인함.